# 弗兰克·迪特里希
弗兰克·迪特里希（德語：Frank Dietrich，1965年9月20日—），德国男子赛艇运动员。他曾代表西德参加世界赛艇锦标赛，获得二枚金牌。他也曾参加1988年夏季奥林匹克运动会。